# George W. Kittredge

George W. Kittredge

George Washington Kittredge (* 31. Januar 1805 in Epping, Rockingham County, New Hampshire; † 6. März 1881 in Newmarket, New Hampshire) war ein US-amerikanischer Politiker. Zwischen 1853 und 1855 vertrat er den Bundesstaat New Hampshire im US-Repräsentantenhaus.

## Werdegang
Nach der Grundschule studierte Kittredge an der Harvard University Medizin. Nach seinem Examen und seiner Zulassung als Arzt begann er ab 1835 in Newmarket in diesem Beruf zu praktizieren. Außerdem begann er eine politische und wirtschaftliche Laufbahn. Kittredge war Mitglied der von Präsident Andrew Jackson gegründeten Demokratischen Partei. Zwischen 1835 und 1852 wurde er mehrfach in das Repräsentantenhaus von New Hampshire gewählt. Im Jahr 1852 war er dessen Speaker. Zwischen 1836 und 1856 war Kittredge auch Direktor der Eisenbahngesellschaft Boston and Maine Railroad. 40 Jahre lang war er zudem Präsident der Newmarket Savings Bank.
1852 wurde Kittredge im ersten Distrikt von New Hampshire in das US-Repräsentantenhaus in Washington, D.C. gewählt, wo er am 4. März 1853 die Nachfolge von Amos Tuck antrat. Da er aber bei den Wahlen des Jahres 1854 nicht bestätigt wurde, konnte er bis zum 3. März 1855 nur eine Legislaturperiode im Kongress absolvieren. In dieser Zeit war er Vorsitzender des Ausschusses, der die Ausgaben des Kriegsministeriums kontrollierte. Seine Zeit im Kongress war von den Diskussionen um die Sklaverei im Vorfeld des Bürgerkrieges überschattet.
Im Jahr 1856 kandidierte Kittredge erfolglos für seine Rückkehr in den Kongress. Danach hat er kein höheres politisches Amt mehr bekleidet. In den folgenden Jahrzehnten arbeitete er wieder als Arzt. Er starb am 6. März 1881 in Newmarket und wurde auf einem Friedhof in der Nähe von Boston beigesetzt.